# T. Harv Eker
T. Harv Eker (Toronto, 10 giugno 1954) è uno scrittore, imprenditore e speaker motivazionale canadese, conosciuto per le sue teorie riguardanti la ricchezza e la motivazione.
È l'autore del libro I Segreti della Mente Milionaria, pubblicato in Italia da Gribaudi.

## Biografia
Eker nasce a Toronto in Canada, città nella quale trascorse la sua infanzia. In giovane età Eker si spostò negli Stati Uniti d'America, dove aprì più di una dozzina di diverse aziende, senza ottenere però il risultato sperato. Successivamente arrivò al successo grazie all'apertura di una catena di negozi per il fitness. Dopo aver fatto milioni di dollari con questa catena di negozi e perdendo successivamente la sua fortuna a causa della cattiva gestione, Eker iniziò ad analizzare le relazioni che i ricchi avevano con i soldi, processo che lo portò a sviluppare le teorie di cui parla attualmente nei suoi libri e seminari.

### Teorie
I libri e i corsi di Eker si focalizzano spesso sul concetto di "Mente Milionaria", una raccolta di "atteggiamenti mentali che facilitano la ricchezza". Questa teoria prevede che ognuno di noi possieda un "modello finanziario" interno che determina come ci rapportiamo con il denaro; cambiando questo modello le persone possono cambiare la loro capacità di accumulare ricchezza.
Altre teorie attribuite ad Eker includono il concetto che le persone non disposte a fare grandi sacrifici per avere successo "svolgono il ruolo" di vittima e negano di avere il controllo sulla propria vita. Un altro concetto è il senso di colpa che impedisce la ricerca della ricchezza e che il "pensare alla ricchezza come mezzo per aiutare gli altri" sia un modo per evidenziare questo senso di colpa ed attivare l'accumulo di ricchezza.
Nel suo libro Eker elenca 17 punti fondamentali nei quali i modelli finanziari dei ricchi differiscono da quelli dei poveri e della classe media. Un tema significativo di questa lista è che il ricco scarta le credenze limitanti e fa sì che l'insuccesso gli soccomba davanti. Eker sostiene che: "I ricchi credono, "Io creo la mia vita", mentre le persone povere credono, "La vita mi accade"; le persone ricche si focalizzano sulle opportunità, mentre le persone povere sugli ostacoli; i ricchi ammirano altre persone ricche e di successo, mentre i poveri provano risentimento".

### Uomo d'affari
Eker ha fondato l'azienda per seminari Peak Potentials Training. Secondo un comunicato stampa, la società è stata acquisita in seguito da CEO, Adam Markel e Success Resources, una compagnia di produzione eventi, nel 2011.
Eker svolge seminari dal 2001. Un articolo scritto sul The Wall Street Journal del 2005 cita Eker come un esempio di cambiamenti nel non-fiction editoriale. L'articolo del WSJ esaminava l'uso dei suoi seminari, contatti e seguito personale come una "piattaforma" dalla quale promuovere la vendita del suo libro.

### Autore
Eker è l'autore del libro I Segreti della Mente Milionaria (titolo originale Secrets of the Millionaire Mind, stato pubblicato da HarperCollins), libro che risulta ai primi posti nell'elenco dei bestseller del The New York Times e al primo posto nella lista dei libri di business del The Wall Street Journal. Ha anche scritto un libro auto-pubblicato intitolato SpeedWealth.

### Vicende legali
Un rapporto del 2010 presente nel The Vancouver Sun sosteneva che Eker fu chiamato in un'azione legale collettiva coinvolgendo due persone che avevano acquistato immobili residenziali da persone incontrate ad uno dei suoi seminari. Nel 2007 un altro rapporto del The Vancouver Sun citava un reclamo nei confronti della compagnia di Eker, Peak Potentials Training Inc., la quale usò "tattiche di vendita ad alta pressione" durante il corso "Millionaire Mind Intensive" presso il Wall Centre ad ottobre 2005. I querelanti sostenevano che Eker e la sua compagnia violarono il Canadian Consumer Act attraverso un'ampia variabilità nella determinazione dei prezzi di partecipazione al seminario.